# 岳州路
岳州路，元朝时设置的路。
至元十三年（1276年），改岳州为岳州路。辖境与宋朝相同，共四县：巴陵县、临湘县、华容县、平江县。明洪武二年 （1369年）改为岳州府。